# Polska Flota Napowietrzna
Polska Flota Napowietrzna – dwutygodnik lotniczy, wydawany przez Inspektorat Wojsk Lotniczych w Poznaniu, a w późniejszym czasie wydawany w Warszawie, od nr. 6 ukazywał się jako miesięcznik. Ostatni numer pisma ukazał się w grudniu 1920 r.(połączony: nr 9,10,11,12).
Czasopismo poruszało tematy z dziedziny lotnictwa wojskowego, cywilnego, motoryzacji oraz modelarstwa lotniczego. Inicjatorami powstania pisma byli: płk. Aleksander Wańkowicz, gen. Jan Wroczyński, ppłk Feliks Bołsunowski, Tadeusz Grochowski, Gustaw Macewicz, Adam Haber-Włyński, ppłk. Jerzy Syrokomla-Syrokomski. Pomoc i wsparcie udzielił gen. Józef Dowbor-Muśnicki. Z inicjatywy redakcji czasopisma oraz Inspektora Wojsk Lotniczych gen. ppor. Gustawa Macewicza 28 września 1919 r. zorganizowano na lotnisku Poznań-Ławica pierwsze w Polsce po odzyskaniu niepodległości zawody i pokazy lotnicze z udziałem kilku tysięcy widzów. W czasie dwudniowej imprezy odbyły się konkursy i pokazy pilotażu, akrobacji, wzloty balonem oraz loty pasażerskie dla widzów. Z inicjatywy redakcji PFN 30 października 1919 r. powołano pierwszą w Polsce organizację lotnictwa sportowego pod nazwą Aeroklub Polski w Poznaniu.